# مرغ جنگلی خاکستری
مرغ جنگلی خاکستری به همراه مرغ جنگلی سرخ و دیگر مرغ‌های جنگلی یکی از اجداد وحشی مرغ است.
مرغ جنگلی خاکستری مسئول رنگ‌دانه‌های زرد در پاها و قسمتهای مختلف بدن همهٔ مرغ‌های اهلی است.
این گونه‌ها بوم‌زاد هندوستان هستند و حتی امروزه به طور عمده در شبه جزیره هند و سمت مرز شمالی آن یافت می‌شوند. گاهی‌ اوقات این مرغ در طبیعت با مرغ جنگلی سرخ آمیزش می‌کند.